# ナムコの伝説
『ナムコの伝説』（ナムコのでんせつ、THE LEGEND OF NAMCO）は、1986年にビクター音楽産業（後のビクターエンタテインメント）よりリリースされた、ナムコ（後のバンダイナムコエンターテインメント）のゲーム5タイトルを題材にした映像作品。VHS、β、VHDの各フォーマットで販売された。

## 解説
もともとナムコでは、社内スタッフがゲームのプロモーションビデオを作成していた。構成、演出、アニメのセル画描きから音造り、撮影までを全て自分たちで行い、社内資料として活用してきた。
そうしたプロモーションビデオは、社外ではイベントやナムコ直営店で限定的に公開されるのみだったが、ファンからの要望が高まり、製品化に至った。しかしナムコ社内では、非売品という性質からパッケージ化について賛否両論であったという。
プロモーションビデオは非売を前提として作られており、ゲーム画面の撮影もモニターをビデオカメラで撮影する形で収録されている。そのため、ゲーム画面には常に走査線の縞模様が表示されているが、そのまま製品化されている。

## 収録内容
太字はVHD版にてチャプターごとに表記されているタイトル。
1. ナムコ・タイトル
2. ドラゴンバスター
3. バラデューク
4. ギャプラス
5. ドルアーガの塔
6. 源平討魔伝
7. セリア姫
『ドラゴンバスター』にて、特定の条件を満たすと変化するセリア姫の服装（ミニスカート、ビキニ、バニーガール）を収録。ほかに一瞬だけ『バラデューク』のエンディング画面もカットインされている（後述）。
8. エンドロール

## 備考
- ナレーションには天地麦人が起用されている。
- 各タイトルとも基本的に、ゲーム画面を収録したゲーム内容説明やキャラクター紹介に、アニメーションやイラストをまじえた内容となっている。『バラデューク』では、冒頭に模型を使ったファイターの潜入シーンが収録されている。
- 『ドラゴンバスター』では、一部にマスターテープに起因する音の歪みがある[2]。
- VHD版のみ、『ドラゴンバスター』の最後に「初公開!!ボツ・キャラクター」と題され、ゲームに出なかった敵キャラクターの原画が収録されている。
- 『バラデューク』と『ドルアーガの塔』では、最後に最終面の解法がそのまま収録されている。
- 『源平討魔伝』は、ビデオ発売時はまだゲームの稼働前で、パッケージにおいても唯一画面写真が掲載されていない。また、ゲーム画面も開発中のもので、フォントなどが製品版と異なっている。
- ビデオ発売当時、「伝説クイズ」というキャンペーンが行われた。これは『バラデューク』のファイターの髪の色を当てるというもので、同梱のチラシに「セリア姫を追え！」というヒントが出されていた。収録内容の「セリア姫」にて、一瞬だけ『バラデューク』のエンディング画面が入っているのは、このヒントのためである（エンディング画面にファイターの素顔が登場している）。
- 2004年末、『ビデオ・ゲーム・グラフィティ』『ナムコット・ゲーム・ア・ラ・モード』『ナムコ・ゲームサウンド・エクスプレス』の全タイトルをまとめた、39枚組ボックスCD『ナムコ・ミュージック・ワンダー・ボックス』が2005年3月23日に発売されると発表された[3]。特典にはこの『ナムコの伝説』の復刻版も含まれ、限定2,000セット（完全予約生産）・定価76,500円での発売が予定され、予約も受け付けられていたが、2005年2月21日に権利上の問題から、発売中止がアナウンスされた。